# 福島日産自動車
福島日産自動車株式会社（ふくしまにっさんじどうしゃ）は、福島県福島市に本社を置く日産自動車のブルーステージ店（旧日産店）。
2019年4月1日、日産サティオ福島を合併した。

## 福島県内の他日産販売店
- 日産プリンス福島販売